# Água do Céu - Pássaro
Água do Céu - Pássaro é o primeiro álbum de estúdio do cantor e compositor brasileiro Ney Matogrosso em sua carreira solo,  lançado no ano de 1975. É também conhecido pelo nome de sua faixa "Homem de Neanderthal". Este foi o primeiro trabalho de Ney após sua saída da banda Secos & Molhados, devido a diversos conflitos internos.
O artista decidiu por assumir uma persona animalesca, desde a capa do disco até sua performance de palco, como um animal fugidio, num híbrido de homem e pássaro resultando em uma figura primitiva esteticamente, que também se traduziu em faixas do disco como "Homem de Neanderthal".
Neste disco nasceram os primeiros sucessos da carreira solo do artista, sendo a música "América do Sul" seu primeiro single de sucesso, com lançamento feito no programa Fantástico da Rede Globo 

## Ditadura Militar
O disco foi lançado em 1975, em plena Ditadura Militar Brasileira, e o escritor Brasileiro Luiz Fernando Vianna, em entrevista à Folha de S.Paulo relembra o impacto do lançamento deste álbum em um momento de conservadorismo e repressão em todo o país: "Em 1975, com a ditadura ainda mais para escancarada do que encurralada, Ney Matogrosso aparecia seminu no encarte de "Água do Céu - Pássaro", seu primeiro disco solo (pós-Secos & Molhados), e ainda simulava um orgasmo na faixa "Açúcar Candy". Era preciso ser muito macho."

## Produção
Ney Matogrosso contou com a produção do ítalo-argentino Billy Bond e conta com participações especiais de Claudio Gabis na Guitarra, Jorge Omar no Violão, Bruce Henry no Contrabaixo, Marcio Motarroyos no trompete e piano, Sergio Rosadas na Flauta e Sax Tenor, Chacao na Percursão e Elber Bedaque na Bateria.

## Repertório
O disco conta com sucessos da Rádio Nacional e trilhas de cinemas que encantavam Ney Matogrosso em sua infância, além de conteúdo inédito composto por nomes como Milton Nascimento, Sueli Couto, João Bosco, Aldir Blanc, entre outros.

## Faixas
| N.º            | Título                    | Compositor(es)                        | Duração |  |
| 1.             | "Homem de Neanderthal"    | Luiz Carlos Sá                        | 4:06    |  |
| 2.             | "O Corsário"              | Aldir Blanc / João Bosco              | 6:00    |  |
| 3.             | "Açúcar Candy"            | Sueli Costa / Tite de Lemos           | 4:40    |  |
| 4.             | "Pedra de Rio"            | Lucinda / Luli / Paulo César          | 5:29    |  |
| 5.             | "Idade de Ouro"           | Jorge Omar / Paulo Mendonça           | 3:51    |  |
| 6.             | "Bôdas"                   | Milton Nascimento / Ruy Guerra        | 6:52    |  |
| 7.             | "Mãe Preta (Barco Negro)" | Caco Velho / Piratini                 | 5:59    |  |
| 8.             | "Cubanakan"               | Sauval / Moises Simons / Champfleury  | 4:58    |  |
| 9.             | "América do Sul"          | Paulo Machado                         | 5:24    |  |
| 10.            | "As Ilhas"                | Geraldo Carneiro / Astor Piazzolla    | 3:30    |  |
| 11.            | "1964 (II)"               | Jorge Luis Borges / / Astor Piazzolla | 4:23    |  |
| Duração total: | Duração total:            | Duração total:                        | 56:11   |  |

## Ficha Técnica
- Vocais – Ney Matogrosso
- Guitarra , Viola Caipira – Jorge Omar (faixas: 1-9)
- Contrabaixo, Baixo acústico – Bruce Henry (faixas: 1-9)
- Bateria – Elber Bedaque (faixas: 1-9)
- Guitarra Elétrica – Claudio Gabis (faixas: 1-9)
- Flugelhorn, Trompete – Marcio Montarroyos (faixas: 1-9)
- Flautas, Saxofone Tenor – Sérgio Rosadas (faixas: 1-9)
- Techados – Guilherme Vaz (2) (faixas: 1-9)
- Percussão – Chacao* (faixas: 1-9)
- Piano – Marcio Montarroyos (faixas: 7)
- Produtor – Billy Bond (2) (faixas: 1-9)